# El Hiwar El Tounsi
El Hiwar El Tounsi ou El Hiwar Ettounsi (arabe : قناة الحوار التونسي), signifiant « Le Dialogue tunisien », est une chaîne de télévision généraliste privée tunisienne.

## Histoire
Lancée en mai 2003, la chaîne diffuse initialement deux heures par semaine, le dimanche sur la fréquence d'Arcoiris, sur le satellite Hot Bird puis, à partir de 2004, sur Eutelsat W3A. En 2006, la chaîne diffuse quotidiennement une heure d'émission sur les mêmes fréquences. Ses émissions à caractère social et politique ouvrent l'antenne aux opposants tunisiens, ce qui vaut à la chaîne un harcèlement continu de la part du régime du président Zine el-Abidine Ben Ali.
Après la révolution de 2011, la chaîne étend son volume horaire de diffusion qui se fait désormais sur un canal indépendant du satellite Nilesat à partir du 1er septembre 2011. En septembre 2014, la chaîne est vendue à l'épouse de Sami Fehri et une fusion a lieu dans la nuit du 28 septembre 2014 entre El Hiwar El Tounsi et Ettounsiya TV.
Le logo de la chaîne change de couleur et prend la couleur bleu ciel caractéristique d'Ettounsiya TV, que Fehri a cédé à Slim Riahi.

## Organisation
Les locaux de la chaîne se situent à La Manouba.
La diffusion se fait via satellite, Internet et sur le réseau hertzien terrestre, dans le bouquet de la TNT opéré par l'Office national de la télédiffusion.

## Séries
- Awled Moufida
- Baraa
- Bolice
- Casting
- Denya Okhra (ar)
- El Fetna
- El Foundou
- Eli Lik Lik
- Falloujah
- Ibn Khaldoun
- Layem
- Kesmat Wkhayen
- Maktoub
- Tej El Hadhra
- Tunis 2050 (saison 5)

## Émissions
| Nom               | Nom original     | Présentateur       | Diffusion          | Direct |
| ----------------- | ---------------- | ------------------ | ------------------ | ------ |
| Les 4 vérités     | الحقائق الأربعة  | Hamza Belloumi     | Mardi              | Non    |
| Raf Mag +         | راف ماغ +        | Rafik Bouchnak     | Vendredi           | Non    |
| Inflet à la télé  |                  | Marwene Bouzaiene  | Jeudi              | Non    |
| Yesthak           | يستحك            | Jaafar Guesmi      | Mercredi           | Non    |
| Malla Zwayez      |                  | Zouba              | Dimanche           | Non    |
| Fekrat Sami Fehri | فكرة سامي الفهري | Hédi Zaiem (ar)    | Samedi             | Non    |
| Wahcha ProMax     | الوحش برو ماكس   | Samir El Wafi (ar) | Dimanche           | Non    |
| Malla Chef        |                  | Mayssa Ferchichi   | Dimanche           | Non    |
| Jeu dit tout      | جديتو            | Amin Gara          | Jeudi              | Non    |
| El Hiwar Sport    | الحوار سبور      | Adel Bouhlel       | Lundi              | Oui    |
| Elhiwar week-end  |                  | Afef Gharbi        | Samedi et dimanche | Non    |
| Elhiwar Time      |                  | Afef Gharbi        | Lundi et vendredi  | Non    |